# Женская сборная Румынии по футболу
Женская национальная сборная Румынии по футболу — Управляющая организация — Румынская футбольная федерация.
По состоянию на 15 марта 2024 года сборная в рейтинге ФИФА занимает 45-е место.

## История
Первый международный матч сборная сыграла 10 сентября 1990, против сборной Молдовы. Румыния победила со счётом 4:1. На протяжении всей истории сборной так и не удалось квалифицироваться на Чемпионат Европы и Чемпионат мира.